# جيمس تومسون (سياسي أمريكي)
جيمس تومسون (بالإنجليزية: James Thomson)‏ هو سياسي أمريكي، ولد في 18 ديسمبر 1790 في مقاطعة فرانكلين في الولايات المتحدة، وتوفي في 10 أغسطس 1876. انتخب عمدة بيتسبرغ (يناير 1841 – يناير 1842).